# Joseph d’Ursel

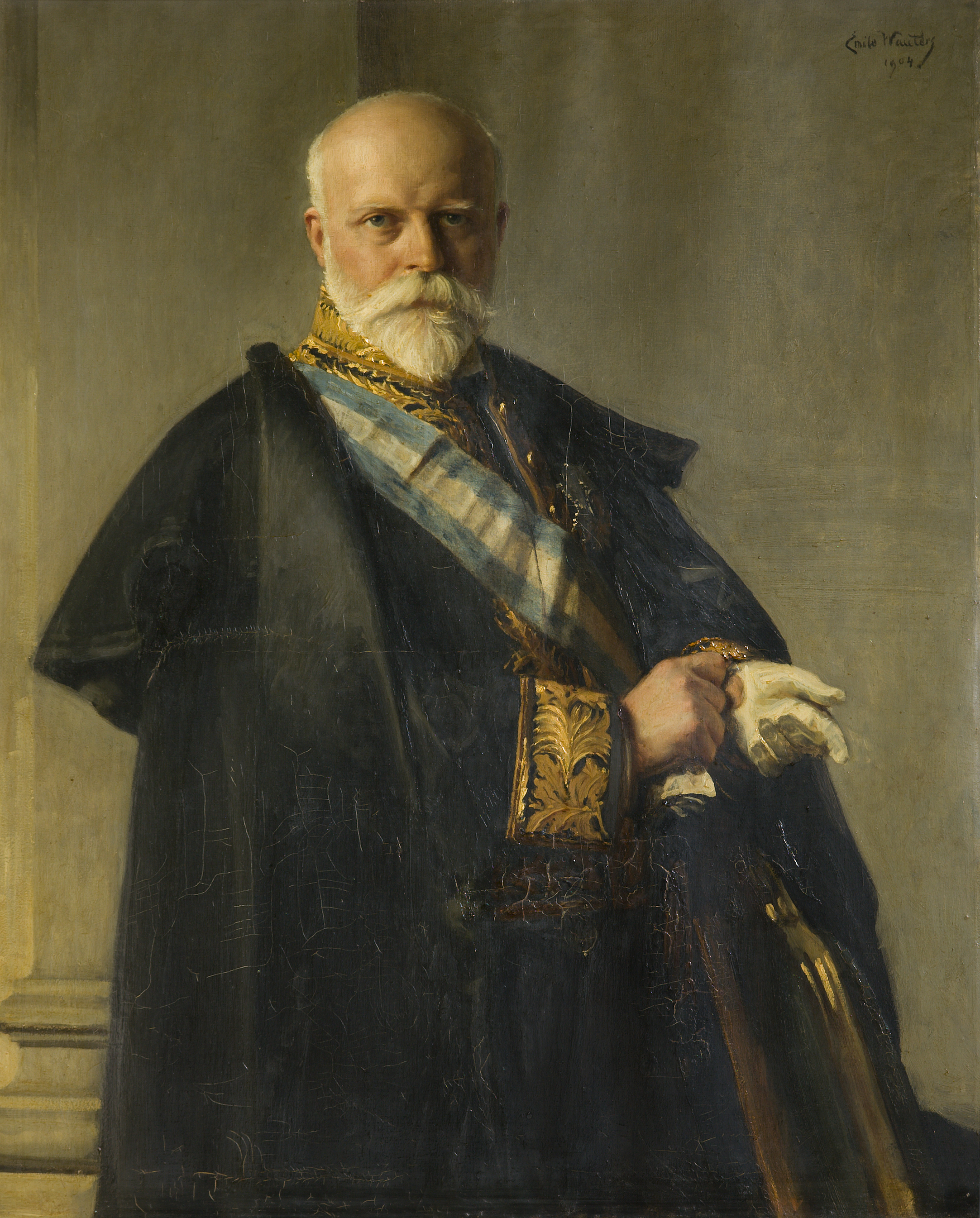
Joseph d’Ursel

Marie Charles Joseph d’Ursel, 6. Herzog d’Ursel (* 3. Juli 1848 in Brüssel; † 15. November 1903 in Strombeek-Bever, Flämisch-Brabant, Belgien) war ein belgischer Politiker der Katholischen Partei und Präsident des Senats.

## Biografie
Joseph d’Ursel entstammte dem Adelsgeschlecht d’Ursel, dessen Vorfahren Conrad Albert d’Ursel, General in spanischen Diensten, 1716 der Titel des 1. Herzogs von d’Ursel verliehen wurde. Sein Großvater Charles-Joseph d’Ursel war nicht nur Bürgermeister von Brüssel, sondern auch Minister für Wasserstraßen und öffentliche Arbeiten und Senator. Nach dem Tode seines Vaters Leo (Léon) d’Ursel wurde er 1878 6. Herzog d’Ursel.
Er selbst studierte zunächst Rechtswissenschaft und wurde nach der Promotion zum Doktor der Rechtswissenschaften Diplomat. 1872 heiratete er Antonine de Mun, eine Schwester des französischen Politikers, Reformers und Mitgliedes der Académie française von 1897 bis 1914 Albert de Mun.
1878 wurde er Bürgermeister von Hingene und behielt diese Funktion bis zu seinem Tode. Zugleich war er zwischen 1885 und 1889 auch Gouverneur der Provinz Hennegau und danach von 1889 bis 1903 Mitglied des Senats.
Zuletzt war er vom 14. November 1899 bis zu seinem Tod Präsident des Senats.
Seine Schwester Marie Sophie d’Ursel (1851–1932) war verheiratet mit dem sächsischen Grafen Karl Heinrich Wolf Wilhelm Franz von Schönburg-Glauchau (1832–1898) und zog Joachim von Schönburg-Glauchau (1873–1943) auf, dessen Sohn aus erster Ehe. Dieser war wiederum der Schwager des österreichischen Thronfolgers, Erzherzog Franz Ferdinand von Österreich-Este.
Sein Sohn Léon Léopold d’Ursel war 1919–1921 belgischer Botschafter beim Heiligen Stuhl, der Neffe Prinz Ferdinand de Croÿ (1867–1958), Sohn seiner Schwester Marie verheiratete de Croÿ, katholischer Priester und päpstlicher Diplomat.